# Sue Gossick
Susanne Gossick, nota anche come Sue Gossick (Chicago, 12 novembre 1947), è un'ex tuffatrice statunitense.
Ha rappresentato gli Stati Uniti d'America nel concorso dei tuffi dal trampolino 3 metri ai Giochi olimpici di Tokyo 1964, dove ha concluso al quarto posto, e di Città del Messico 1968, dove ha vinto la medaglia d'oro.
Nel 1988 è stata inclusa nell'International Swimming Hall of Fame.

## Palmarès
- Giochi olimpici

Città del Messico 1968: oro nel trampolino 3 m;
- Giochi panamericani

Winnipeg 1967: oro nel trampolino 3 m;